# Live und direkt
Live und direkt ist ein Album der deutschen Hip-Hop-Gruppe Die Fantastischen Vier aus dem Jahre 1996 und löste eine frühere Ankündigung der Band ein, ein Live-Album zu veröffentlichen.

## Entstehung und Inhalt
Das Album  besteht aus einer Live- und einer Studio-CD. Die Liveaufnahmen (Lauschgift-Tour 1996) wurden in dem Club Huxleys Neue Welt in Berlin (19. Februar 1996), in der Turbinenhalle in Oberhausen (22. Februar 1996) und im Theaterhaus Wangen (1. Juni 1996) gemacht. Die zweite CD enthält neben bisher unveröffentlichten Aufnahmen Remixes von Waxdoctor, Kenny 'Dope' Gonzales, Die Krupps, Aphex Twin und Guru von Gang Starr. Als Bonus für den Käufer enthält die Direkt-CD einen Datenteil mit einem Bildschirmschoner, einem interaktiven Presseteil und drei Videos der Band.
Aus dem Album wurden zwei Singles ausgekoppelt. Raus wurde 1996 veröffentlicht und erreichte in Deutschland Platz 58, in Österreich Platz 38 der Charts. Die Single (1997) Der Picknicker erreichte Platz 42. Das Album selbst erreichte Platz 17 der deutschen Charts und Platz 30 in der Schweiz.

## Titelliste
| Nr. | Titel                      | Länge |
| --- | -------------------------- | ----- |
| 1.  | Intro                      | 1:23  |
| 2.  | Locker bleiben (Live 1996) | 4:04  |
| 3.  | Ganz Normal                | 4:08  |
| 4.  | Hip Hop Musik              | 5:54  |
| 5.  | Auf der Flucht (101 BPM)   | 4:30  |
| 6.  | Die Geschichte des O.      | 4:21  |
| 7.  | Ich bin                    | 4:07  |
| 8.  | Tag am Meer                | 6:36  |
| 9.  | Konsum                     | 4:24  |
| 10. | Sie ist weg                | 4:01  |
| 11. | Mach dich frei             | 3:11  |
| 12. | Ich krieg nie genug        | 5:26  |
| 13. | Was geht                   | 4:21  |
| 14. | Love Sucks                 | 4:46  |
| 15. | Krieger                    | 9:04  |
| 16. | Populär                    | 4:51  |

| Nr. | Titel                              | Länge |
| --- | ---------------------------------- | ----- |
| 1.  | Raus (Rein-Raus-Version)           | 4:02  |
| 2.  | Der Picknicker                     | 3:50  |
| 3.  | Das Kind vor dem euch alle warnten | 5:13  |
| 4.  | Was geht (Kenny Dope Mix)          | 4:58  |
| 5.  | Sie ist weg (Guru Remix)           | 3:51  |
| 6.  | Tag am Meer (Waxdoctor Remix)      | 7:10  |
| 7.  | Krieger (Aphex Twin Baldhu Mix)    | 3:22  |
| 8.  | Genug ist Genug (Die Krupps Remix) | 4:37  |

## Kritik
- Von „der Spitzzüngigkeit und der Reim-Virtuosität der Fanta 4“ ist „live nur kurzatmige Unverständlichkeit“ geblieben. (Schallplattenmann)[4]
- Allmusic bewertete das Album mit 2,5 von fünf Sternen.